# Рамос Дельгадо, Хосе
Хосе́ Мануэ́ль Ра́мос Дельга́до (исп. José Manuel Ramos Delgado; 25 августа 1935, Кильмес — 3 декабря 2010, Буэнос-Айрес) — аргентинский футболист, защитник сборной Аргентины.

## Биография
Начал свою карьеру в 1956 году в клубе «Ланус». Вскоре перешёл в «Ривер Плейт», за который в течение семи сезонов сыграл 172 игр. С 1967 года выступал за бразильский «Сантос», проведя в его составе 324 игры. Свой последний сезон он провел в 39 лет, представляя цвета клуба «Португеза Сантиста».
В 1958—1965 гг. привлекался в национальную сборную Аргентины, выступал на двух чемпионатах мира (1958 и 1962), играл в отборочном турнире к первенству 1966 г.
После завершения карьеры игрока работал тренером «Сантоса», прежде чем вернуться в Аргентину, где работал с несколькими клубами, включая «Бельграно», «Депортиво Майпу», «Химнасию и Эсгриму» (Ла-Плата), «Эстудиантес», «Ривер Плейт», «Тальерес» (Кордова), «Платенсе». Также работал в качестве наставника перуанского клуба «Университарио».
Затем вернулся в «Сантос» для работы в качестве тренера молодёжного состава, открыв таких молодых игроков, таких как Робиньо и Диего.

## Достижения
- Чемпион Бразилии (Кубок Робертао): 1968
- Обладатель Кубка Наций: 1964
- Чемпион штата Сан-Паулу (1): 1967, 1968, 1969, 1973
- Суперкубок межконтинентальных чемпионов: 1968